# Walter Süskindbrug
De Walter Süskindbrug (brug 237) is een dubbele ophaalbrug in Amsterdam-Centrum.  

## Ligging
Ze is gelegen in de oostelijke kade van de Amstel en voert over de Nieuwe Herengracht. Ten zuidoosten van de brug bevindt zich het museum Hermitage Amsterdam, tevens rijksmonument. Alhoewel de brug een antiek uiterlijk heeft, is de onderbouw uit 1972 en de bovenbouw uit 2022.

## Geschiedenis
Er ligt hier al eeuwen een brug. Op het stadsplattegrondontwerp uit 1662 van stadsarchitect Daniël Stalpaert is hier al een brug te zien, maar er is ten zuiden van de nabijgelegen Blauwbrug nauwelijks enige bebouwing te zien. De gracht heet dan nog gewoon Heere Graft. Toen vervolgens Frederik de Wit in 1688 met zijn kaart kwam, waren er enige kavels bebouwd (voornamelijk aan de Weesperstraat), maar aan de Amstel stond toen eigenlijk alleen Amstelhof (het gebouw van de Hermitage). Gerrit de Broen tekende op zijn kaart van rond 1785 een brug met drie doorvaarten, staande op twee jukken; het gebouw van de Hermitage diende toen tot "Diaconie oude Vrouwenhuys". De moderne geschiedenis van de brug begint rond 1874. Door een wijziging van vaarroutes in de stad, mogelijk gemaakt door de oplevering van de Oranjesluizen, voldoet een houten ophaalbrug hier niet meer. Zij werd toen vervangen door een ijzeren dubbele basculebrug. Toch moesten de vallen met ijzeren ketting omhoog getrokken worden. Deze brug hield het net geen vijftig jaar vol, in 1922 werd ze vervangen door een ijzeren ophaalbrug. Het basisontwerp kwam van Wichert Arend de Graaf, maar zijn ontwerp van dergelijke bruggen was in de loop der jaren steeds verder aangepast. 

## Moderne geschiedenis
De brug was solide, echter dat gold niet voor de paalfundering. In 1962 werd geconstateerd dat deze zich in een slechte toestand bevond, maar geldgebrek verhinderde direct herstel. Naast de brug kwam 50 meter oostwaarts een noodbrug te liggen in de vorm van een ophaalbrug. Er kon pas een nieuwe brug gebouwd worden nadat de gemeente Amsterdam de Weesperstraat als hoofdverkeersweg met brede bruggen had aangewezen. Ze kon toen tevens opteren voor een klassiek aandoende brug, die beter paste bij de omgeving. In plaats van de eerder geprojecteerde zestien meter brede verkeersbrug, kwam er een 5,50 meter brede dubbele ophaalbrug. Het ontwerp voor deze kruising van een 16e-eeuwse ophaalbrug met een moderne fundering kwam van Gerrit Feiko Janssonius (techniek) en Dirk Sterenberg (esthetiek) van de Dienst der Publieke Werken. De gemeente had daarbij het geluk dat de kennis voor de bouw/herstel van dergelijke bruggen inmiddels was toegenomen door herstelwerkzaamheden aan de Magere Brug en de brug 504 in het Amsterdamse Bos. In het model dat over de Nieuwe Herengracht zijn wel moderniteiten toegepast. De landhoofden, aanbruggen en de fundering zijn van beton; de landhoofden en aanbruggen zijn daarbij weggewerkt achter hout om de brug een oude indruk te geven. De val moest voor zwaar verkeer verstevigd worden met stalen balken, bedekt met hardhout. Ook de bovenbouw is van tropisch hardhout. De brug werd tien jaar na de afkeuring van de fundering geopend onder toezien van wethouder Han Lammers. 

## Renovatie
Begin 21e eeuw werd opnieuw geconstateerd dat de brug onderhevig was aan slijtage, met name de bovenbouw (de fundering is immers van beton). Het zware verkeer moest van de brug weggehouden worden; iets wat goed paste in het streven het autoverkeer uit de binnenstad te weren. Desondanks moest de brug gerenoveerd worden. In 2019 werd de brug alleen toegankelijk voor voetgangers en fietsers en begon onderzoek naar renovatie/restauratie. De daadwerkelijke werkzaamheden begonnen op 11 februari 2022 en waren 26 april in datzelfde jaar afgerond; de brug kon toen in aanwezigheid van nakomelingen van Süskind heropend worden, nog steeds uitsluitend voor voetgangers en fietsers. De renovatie/restauratie kwam erop neer, dat er een nieuwe brug werd neergelegd met het “oude uiterlijk”. De brug kreeg een stalen skelet waaromheen een houten bekleding/beklamping werd aangebracht. 

## Bijzonderheden
De brug kreeg in 1972 ook haar vernoeming naar Walter Süskind, die samen met Felix Halverstad, Lau Mazirel en Piet Meerburg Joden en Joodse kinderen tijdens het naziregime liet ontsnappen uit de Hollandsche Schouwburg en de crèche daartegenover. Het viertal heeft sinds 2013 ieder een naar hem vernoemde brug (Halverstadbrug, Lau Mazirelbrug en Piet Meerburgbrug) in de stad. De naam van de brug is door middel van een bronzen naamplaat te zien op de zuidelijke brugleuning.
In 1972 is ook een bronzen plaquette op de zuidelijke hameipoort aangebracht met de tekst:
'WALTER SUSKIND
LÜDENSCHEID 29 OCTOBER 1906
NA EVACUATIE AUSCHWITZ
JANUARI-FEBRUARI 1945
HIJ ONTTROK TIJDENS DE DUITSE BEZETTING
MET GROOT GEVAAR VOOR EIGEN LEVEN
VELE JOODSE MEDEBURGERS AAN DEPORTATIE.'

## Brughuisje
Tegelijkertijd met de brug werd ook een houten brugwachtershuisje gebouwd. Dit gebouwtje is eveneens van de hand van Sterenberg, die met een historiserend bouwwerkje kwam; het lijkt oud, maar dateert dus van 1972. Het gebouwtje heeft wit geschilderde gevels, kleine ramen met luifels en op het piramidevormige dak staat een piron. De bediening van de brug kon echter niet plaatsvinden vanuit het huisje; van daaruit is de Nieuwe Herengracht nauwelijks zichtbaar. Vandaar dat vlak naast het brugwachtershuisje een cabine met bedieningspaneel staat.

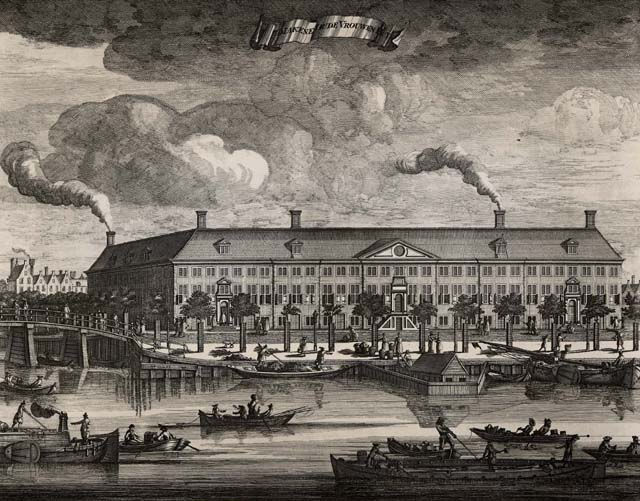
Links de brug eind 17e eeuw
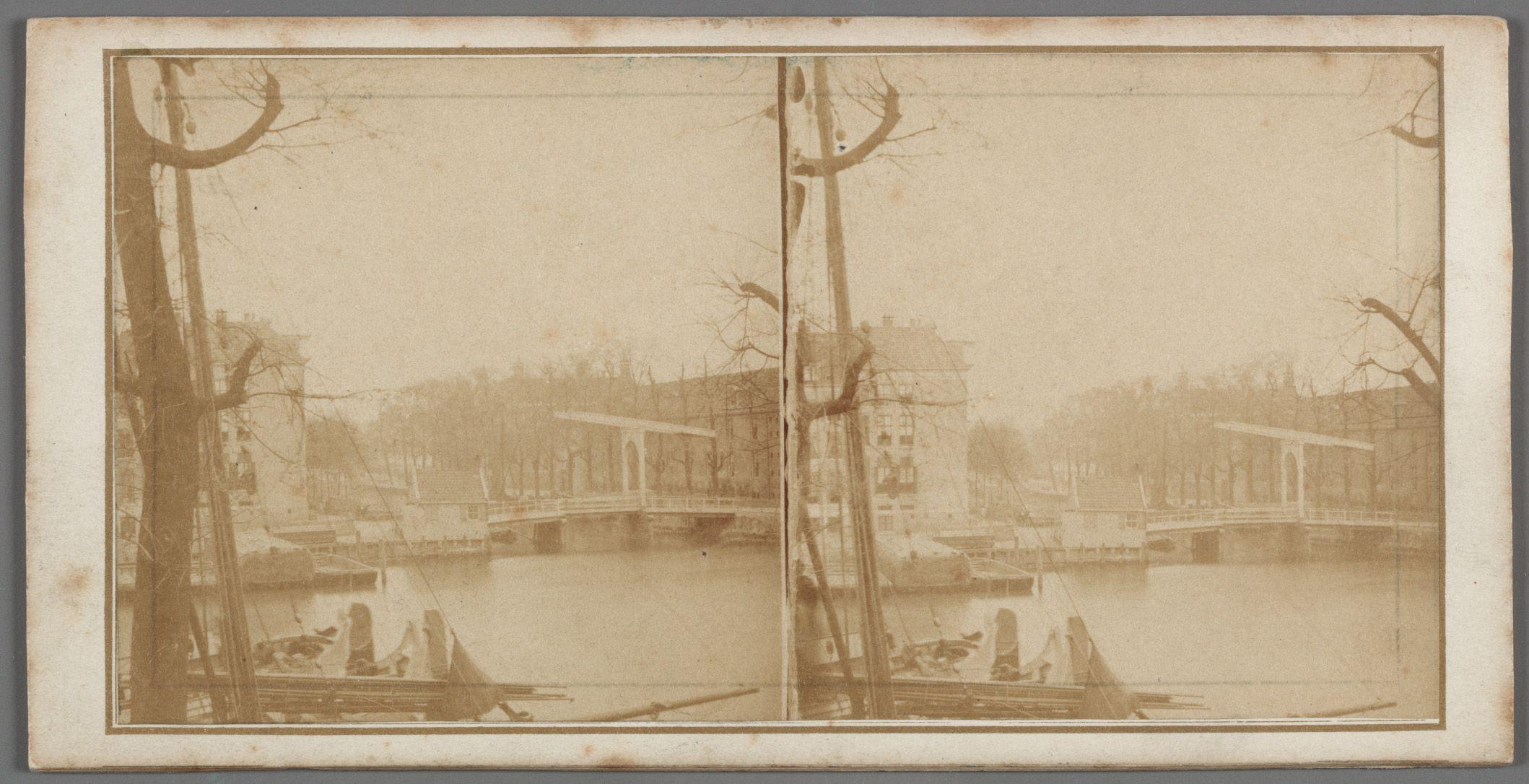
Pieter Oosterhuis fotografeerde de brug rond 1856
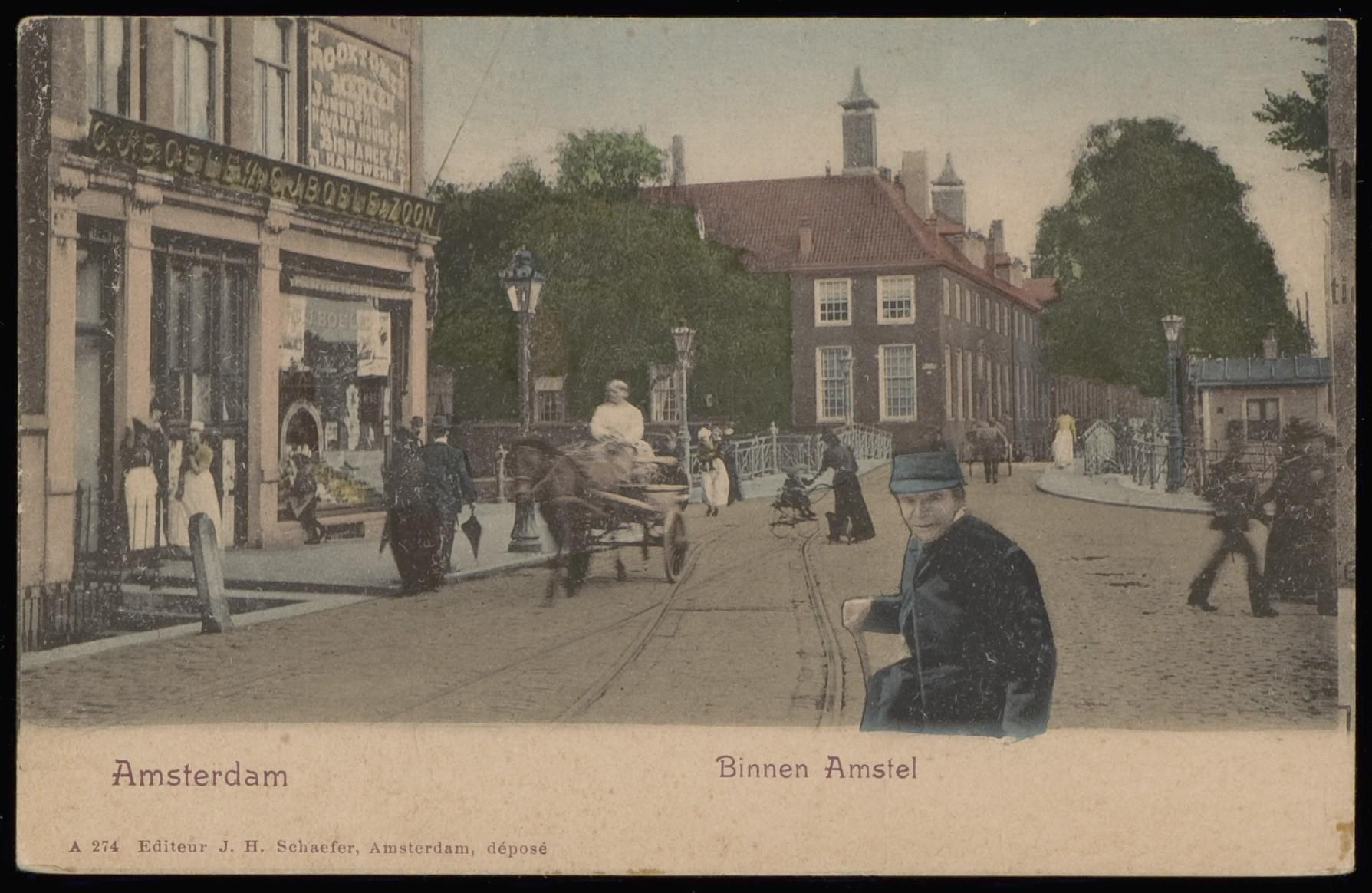
J.H. Schaefer-ansichtkaart uit circa 1900
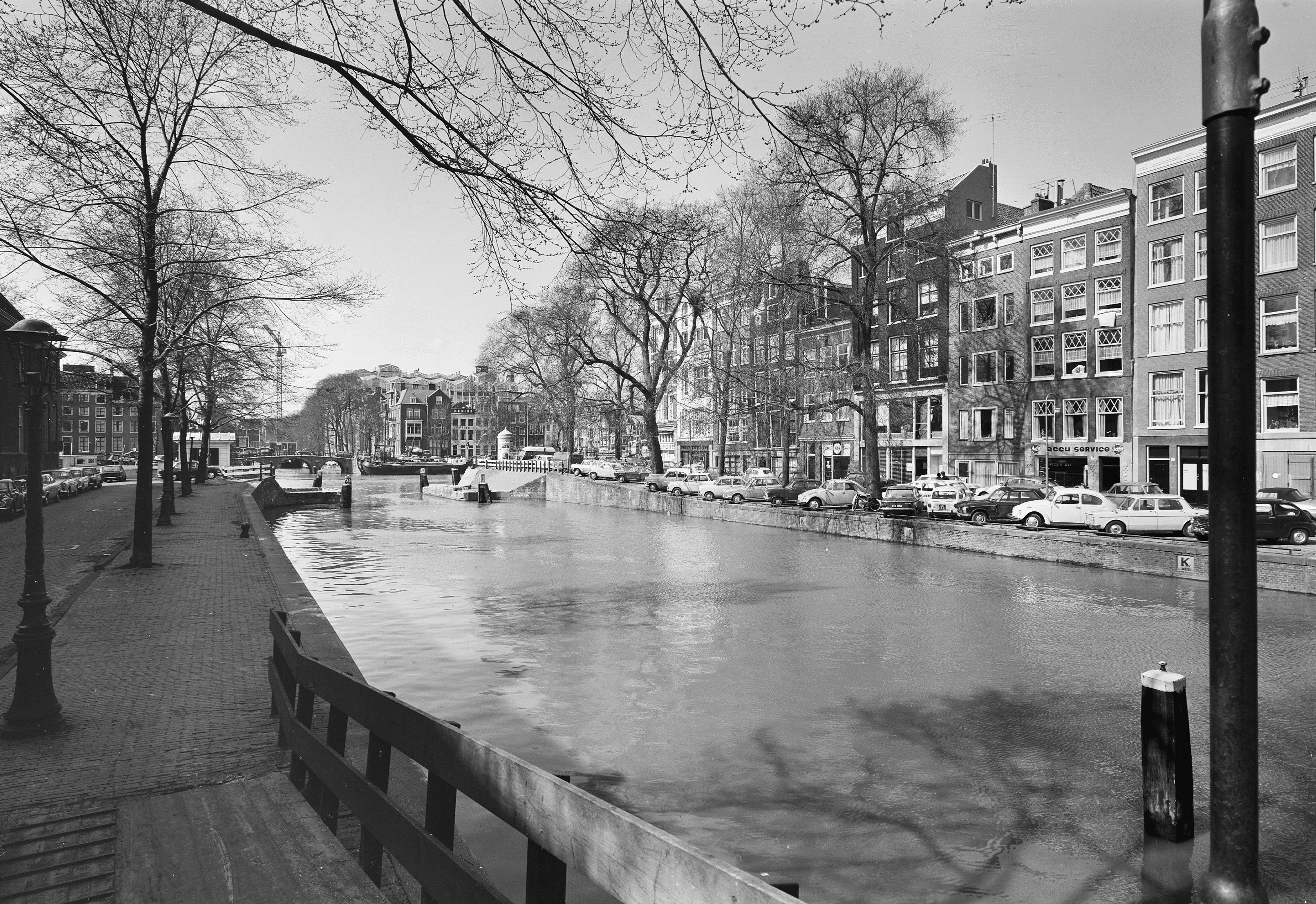
De brug is in 1970 weg
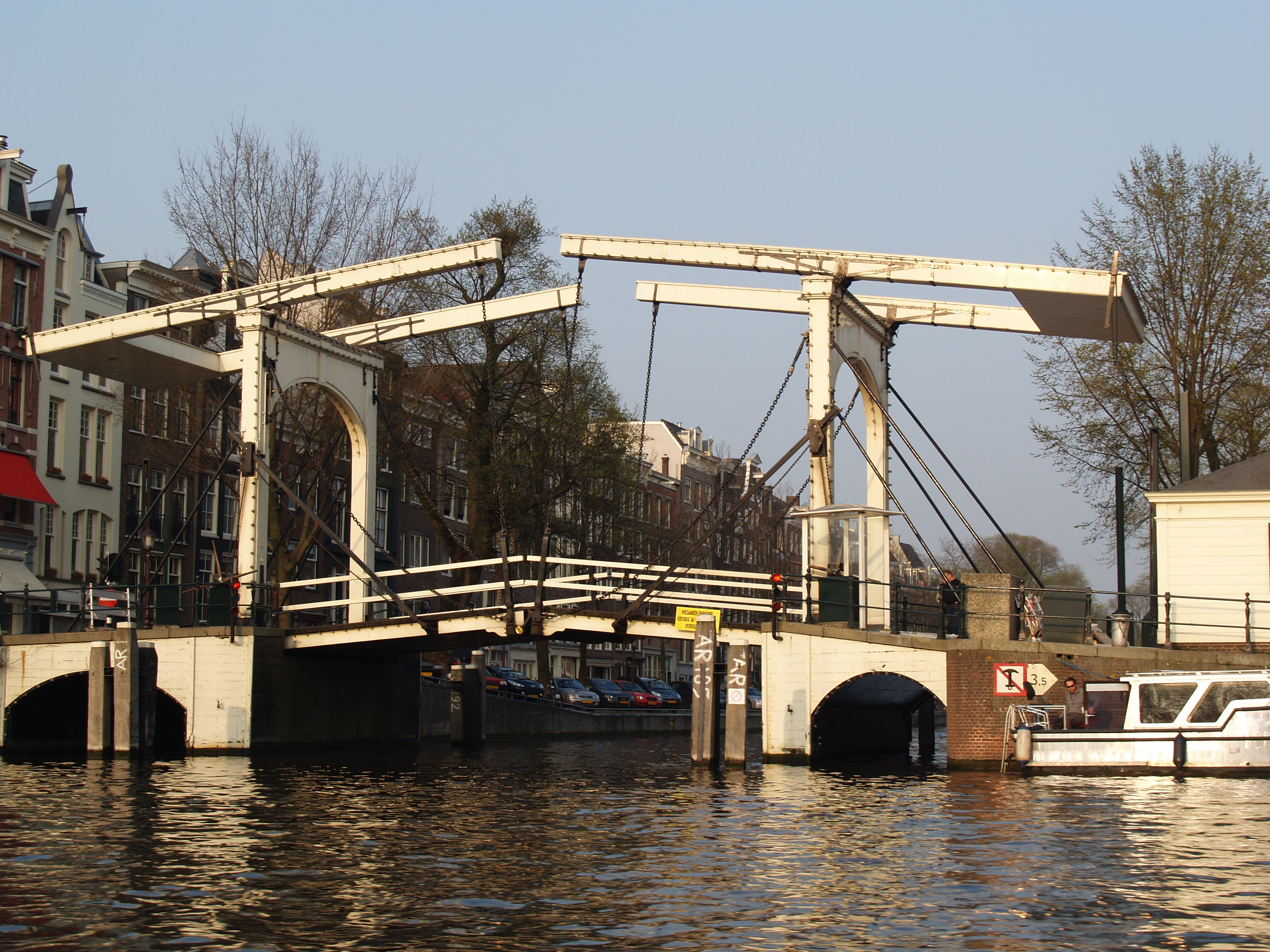
Walter Suskindbrug met klein bedieningshuisje voor de hameipoort (2009)
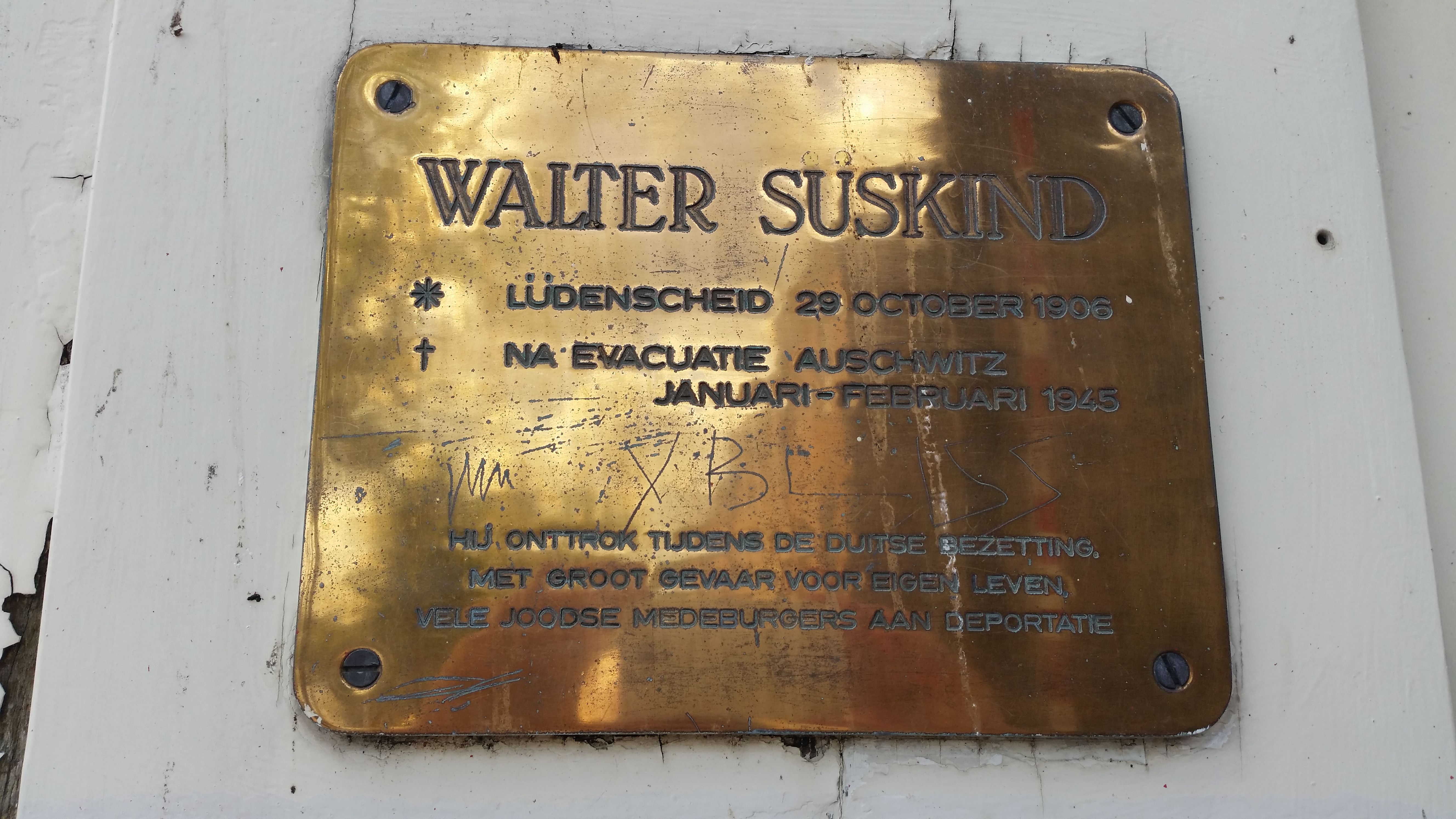
Plaquette Walter Süskind (september 2018)
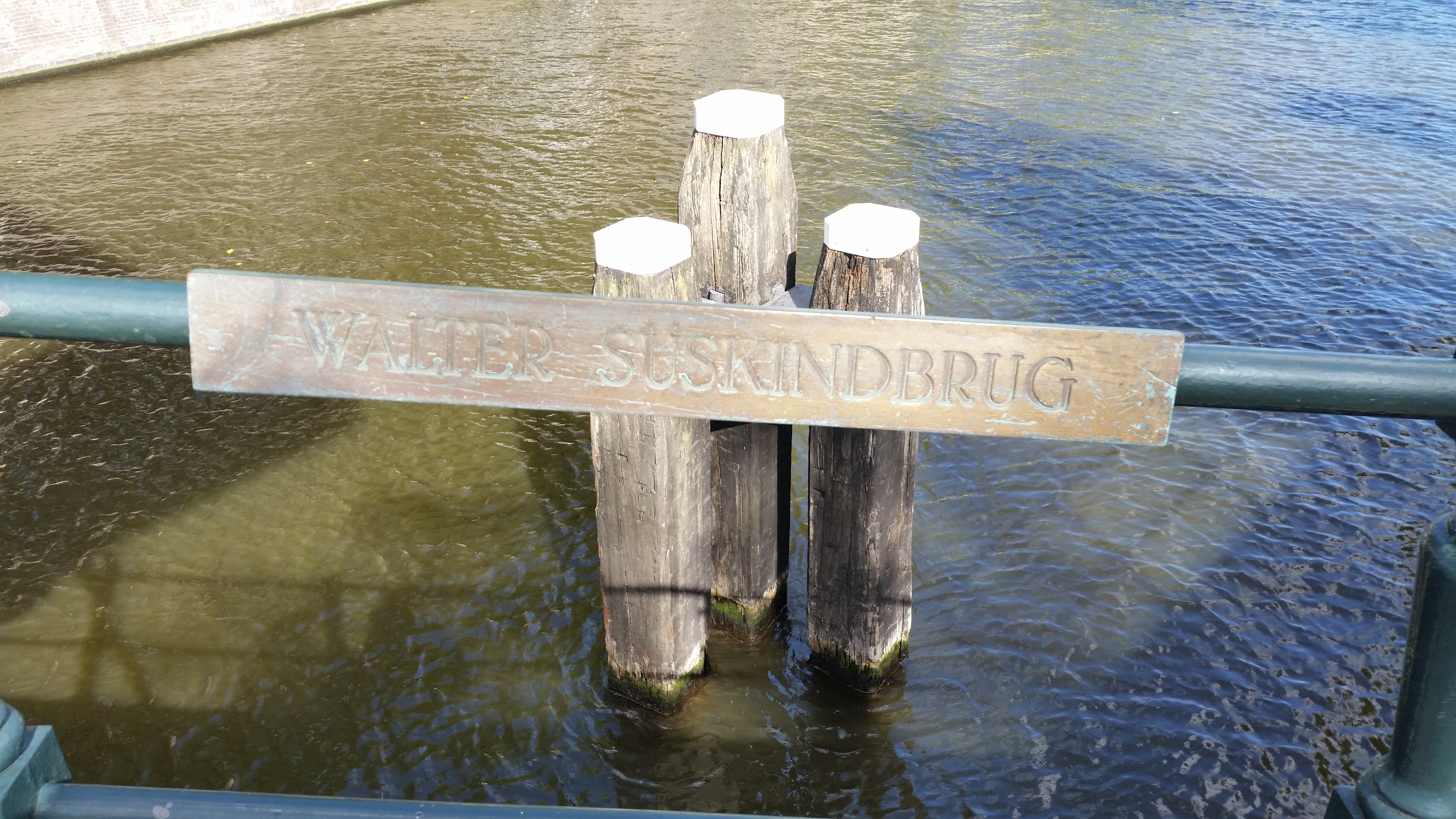
Naamplaat (september 2018)
Brug 237, na de renovatie van 2022
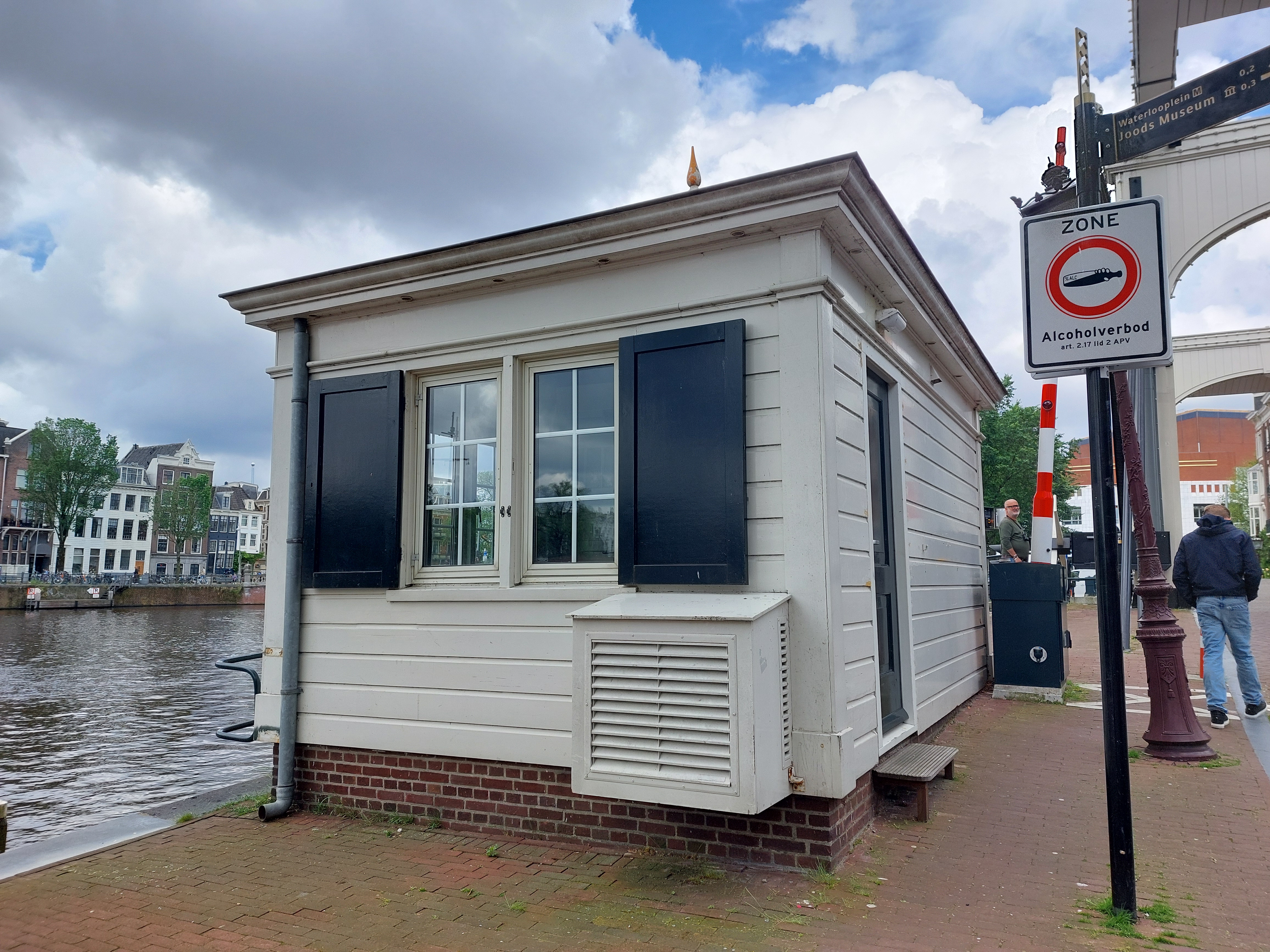
Brugwachtershuisje

<<< · 200 · 201 · 202 · 203 · 204 · 205 · 206 · 207 · 208 · 209 ·  210 · 211 · 212 · 213 · 214 · 215 · 216 · 217 · 218 · 220 · 221 · 222 · 223 · 224 · 225 · 226 · 227 · 228 · 228P · 229 · 230 · 231 · 232 · 233 · 234 · 235 · 236 · 237 · 238 · 239 ·  240 · 241 · 242 · 243 · 244 · 245 · 246 · 247 · 248 · 249 ·  250 · 251 · 252 · 253 · 254 · 255 · 256 · 257 · 258 · 259 · 260 · 261 · 262 · 263 · 264 · 265 · 266 · 267 · 270 · 271 · 272 · 273 · 274 · 275 · 277 · 278 · 279 · 280 · 281 · 283 · 285 · 286 · 287 · 288 · 289 · 290 · 291 · 292 · 293 · 295 · 296 · 297 · 298 · 299 · >>>
Brugnummers 219, 268, 269, 276, 282, 284, 294 zijn niet (meer) in omloop.